# Agrate Conturbia
Agrate Conturbia (piemontesisch Agrà e Conturbia, lombardisch Agraa e Cunturbia) ist eine Gemeinde mit 1551 Einwohnern (Stand 31. Dezember 2023) in der italienischen Provinz Novara (NO), Region Piemont.
Die Gemeinde besteht aus den zwei Ortenteilen Agrate und Conturbia. Die Nachbargemeinden sind Bogogno, Borgo Ticino, Divignano, Mezzomerico, Suno und Veruno.
Der Schutzpatron der Gemeinde ist San Vittore.

## Geographie
Die Gemeinde liegt 25 km von der Provinzhauptstadt Novara entfernt auf einer Höhe von 337 m über dem Meeresspiegel.
Das Gemeindegebiet umfasst eine Fläche von 14,51 km².
Der Lago Maggiore befindet sich in einer Entfernung von 12 km, der Lago d’Orta ist 18 km entfernt.

## Sehenswürdigkeiten
Das bemerkenswerteste Bauwerk des Ortes ist das romanische Baptisterium aus dem 12. Jahrhundert (Battistero di San Giovanni).
Ferner existiert eine Burgruine (Castello) aus dem 11. Jahrhundert, sowie drei Kirchen,
die Chiesa di San Giorgio (in Conturbia), die Chiesa di Santa Maria in Valle und die
Pfarrkirche Parrocchiale di San Vittore aus dem 9. Jahrhundert.
Auf dem Gebiet der Gemeinde existiert außerdem ein 40 ha großer Tierpark, der La Torbiera.

## Kommunale Einrichtungen
Die Gemeinde besitzt zwei Bibliotheken, einen Kindergarten und eine Grundschule. Ferner gibt es eine Apotheke.